# علاء البابا (فنان تشكيلي)
علاء البابا (1980-) هو فنان تشكيلي فلسطيني من مواليد مخيم الأمعري الكائن في رام الله، تعود أصول عائلته إلى اللد المهجرة في النكبة العام 1948، درس في مدارس وكالة الأنوروا في المخيم، قام بدراسة الفن في منتدى الفنانين الصغار بين العامين (2005-2010)، أسس مجموعة "ع الحيط" للرسم الجداري عام 2011، أنتج عدة مشاريع من خلال المجموعة كمسار السمك الذي بدأ في قرية النبي صالح وصولاً إلى مخيم الأمعري بين عامي (2015-2017)، وفي عام 2015 حصل على شهادة البكالوريوس في الأكاديمية الدولية للفنون المعاصرة في رام الله، إضافة إلى عدة جداريات في الأردن ولبنان.

## مساهماته الفنية
ساهم عبر مجموعة "ع الحيط" بتنفيذ مجموعة من الرسومات في مواقع مختلفة في فلسطين، تنقل في أساليبه بين التعبيرية والواقعية، واعتمد على البحث والتجريب في نشأته الفنية، تنوعت مواضيعه بين الفترة والأخرى، برز موضوع البحر والسمك في رسوماته الجدارية، أما في لوحاته تمحورت حول المخيم عبر مقاربات ومقارنات مع المحيط العمراني للمخيم، وكيف أن المخيم لا زال يحافظ على هويته المعمارية والسياسية، وما يحيط به من عمارة حديثة في مدينة رام الله، ما يعكس مفهوم رأس المال في المدينة.

## معارض
قدم العديد من المعارض منها:
- معرض فردي "وجوه" في قاعة جامعة العلوم والتكنولوجيا بإربد عام 2009.
- معرض "فن الطوارئ" في برلين بألمانيا عام 2009.
- معرض " فلسطين في عيون الفنانين الشباب" في عدة أماكن بفلسطين عام 2010.
- معرض " مساحات مبكسلة" في جمعية الثقافة العربية بحيفا عام 2019.
- معرض فردي "المخيم" في جاليري المستودع برام الله عام 2020.
- معرض "حياة المدينة" في متحف أرنهيم بهولندا عام 2020.